# Start-up
Pour les articles homonymes, voir Startup (homonymie).
« grande pousse » redirige ici. Pour les autres significations, voir plantule.
Une start-up, jeune pousse, ou entreprise en démarrage , est une entreprise innovante nouvellement créée, généralement à la recherche d'importants fonds d'investissement, avec un très fort potentiel éventuel de croissance économique et de spéculation financière sur sa valeur future. Sa phase de recherche et développement de produit innovant, de tests d'idée, de validation de technologie, ou de modèle économique est plus ou moins longue, avant sa phase commerciale, et son risque d'échec est très supérieur à celui d'autres entreprises, par son caractère novateur, sa petite taille et son manque de visibilité.
Les start-up s’établissent généralement dans des pépinières d'entreprises, incubateurs d'entreprises ou technopoles, ou encore dans des hacker houses, sur des marchés innovants. Leur nombre croît en particulier à partir des années 1990, avec la nouvelle économie (ou économie numérique, à l'origine de la bulle Internet). Elles peuvent être financées par diverses formes de capital risque, business angels, fonds communs de placement dans l'innovation, etc.

## Étymologie
Le mot « start-up » est d’origine anglo-américaine, ellipse de startup company qui signifie « société qui démarre ».
La Commission d'enrichissement de la langue française et l'Office québécois de la langue française recommandent l'expression « jeune pousse » en français,.

## Histoire

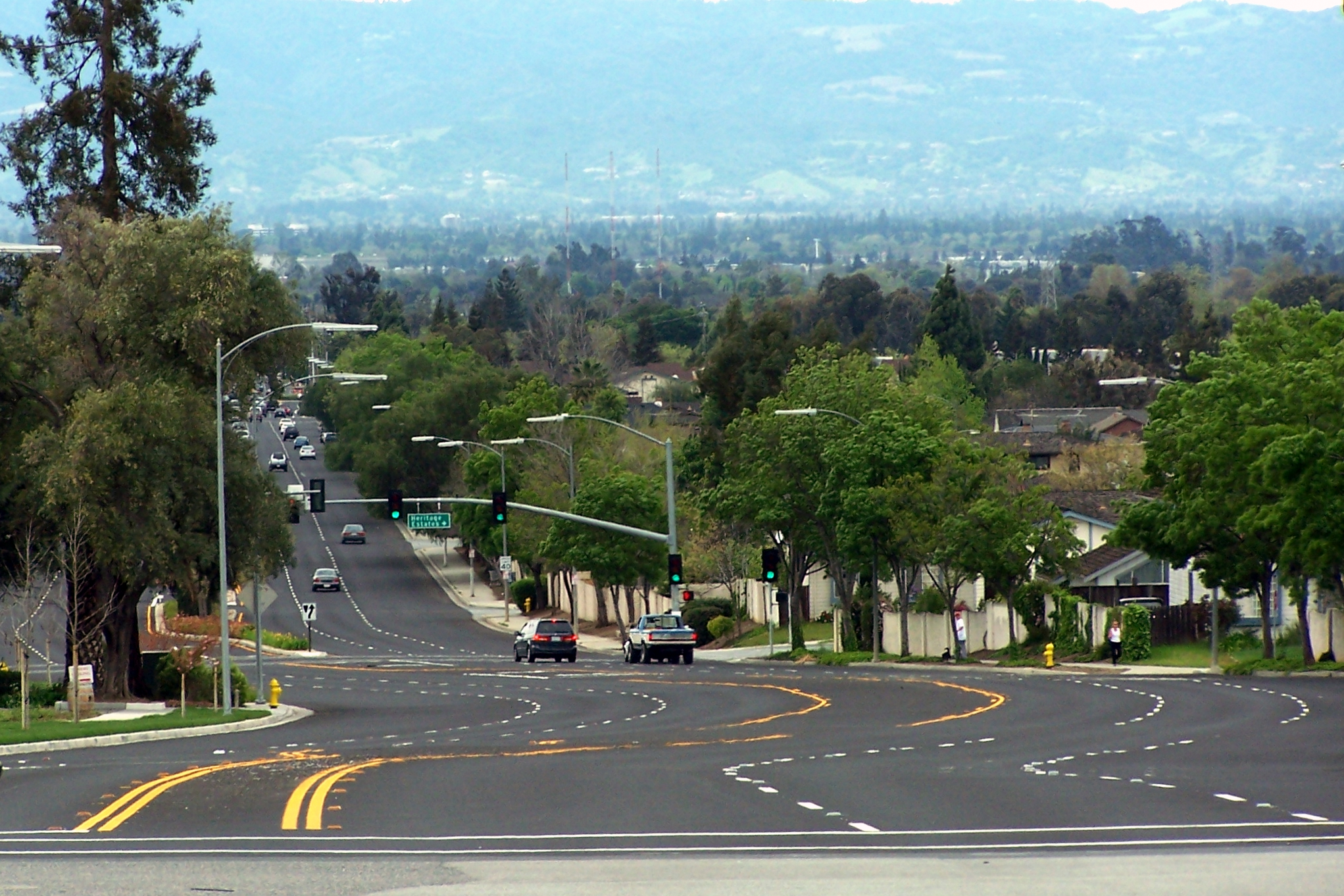
Technopole (Silicon Valley, en Californie).

L'intérêt pour les start-up a été une constante de l'histoire des bourses de valeurs, constatée en particulier dans les années 1920 à Wall Street, lors de la radiomania entourant les dizaines de start-up profitant des progrès technologiques dans la TSF, qui prend le relais des spéculations constatées dès 1912 lors du scandale Marconi. Ainsi, il est possible d'affirmer que les premières start-up à voir le jour sont les entreprises de la Silicon Valley comme International Business Machine (IBM) fondée en 1911.
En France, la spéculation sur les nouvelles sociétés, en particulier celles qui exploitent la houille blanche, dope les sept Bourses de province, qui voient leur capitalisation multipliée par neuf entre 2007 et 1928. Elles pèsent 16 % de la capitalisation française en 1928 contre 9 % en 1914.
Le terme de « start-up » est devenu populaire à la fin des années 1990. Lors de cette période, une bulle spéculative se crée du fait d'un surinvestissement dans les petites start-up liées aux technologies de l’information cherchant une entrée rapide en Bourse et promettant des profits potentiels. Cette bulle a été nommée « dot-com bubble » (« bulle point com » en français). Beaucoup de ces start-up démarrent comme spin-offs (filiales) de groupes de recherche universitaires. La décennie 1990 est la période de naissance de la plupart des start-up ayant réussi (à l'origine Apple ou Google peuvent être considérées comme des start-up).
Le pic de l'engouement pour les start-up, qui bénéficie aussi aux petites sociétés de biotechnologies et aux sociétés minières junior, a lieu entre 1997 et 2001.

## Les principes des start-up

### Le lean start-up (d'Eric Ries)
En 2011, Eric Ries écrit l'ouvrage The Lean Startup dans lequel il définit les principes d'une start-up. Le lean start-up est une méthode pour permettre le démarrage d'une activité économique ou le lancement d'un produit. Le but de cette méthode est de parvenir à raccourcir les cycles de développement et donc à rapidement trouver un business model viable. Pour ce faire, deux volets sont concernés : 1) l'organisation de la production doit laisser place à l'inventivité plutôt qu'à la planification ; 2) l'expérimentation scientifique et le retour des consommateurs sont préférés au développement théorique des produits. Cette méthode répond à la grande incertitude dans laquelle doivent évoluer les start-up et à la nécessité qu'elles ont de développer un produit ou un service demandé.

L'idée sur laquelle repose cette méthode est que les start-up n'ont pas vocation à rester les mêmes, elles doivent au contraire trouver rapidement les moyens de devenir des entreprises prospères. C'est ce qu'explique Steve Blank (en) dans son livre The Four Steps To The Epiphany écrit en 2005. Il y définit les start-up de la façon suivante :
The goal of a startup is not to be a startup. A startup is a temporary organization designed to search for a repeatable and scalable business model.

(en français : Le but d'une start-up n'est pas d'être une start-up. Une start-up est une organisation temporaire conçue pour la recherche d'un business model adapté et reproductible)
À terme les start-up devront s'appuyer sur des entreprises déjà existantes pour progresser. Selon Alain Conrard, elles ont des difficultés à surmonter la période dénommée « vallée de la mort » (entre 1 et 3 ans d’existence). Pour se développer, voire survivre, elles ont besoin de s'appuyer sur des entreprises plus importantes comme les ETI (Entreprise de taille intermédiaire) et profiter du réseau et des expertises de leurs parrains.

### Une culture organisationnelle spécifique
D'abord, la culture organisationnelle des start-up repose sur l'idée qu'il n'est pas nécessaire d'installer un système hiérarchique rigide entre les travailleurs au sein d'une start-up, d'ailleurs souvent dénommés « collaborateurs ». Cette organisation repose sur une étude du psychologue Douglas McGregor parue dans les années 1960. Cette étude montre qu'il y a deux types d'êtres humains : les X, qui cherchent à éviter le travail et les Y, qui prennent du plaisir à travailler. À partir de ces théorie X et théorie Y, il n'apparaît pas utile de mettre en place un système répressif puisque quoi qu'il arrive les X chercheront à éviter le travail et les Y s'impliqueront plus. Dès lors, plutôt que d'installer des contraintes, la culture organisationnelle des start-up cherche à éliminer les facteurs de stress, pour permettre aux employés et aux chercheurs de se concentrer moins sur l'environnement de travail, et plus sur la tâche à accomplir. Cette culture organisationnelle est à l'origine de la création des hacker houses.
De ce fait, les start-up sont connues pour leurs espaces de travail organisés pour être récréatifs afin d'améliorer le bien-être de leurs employés. Des tables de ping-pong, baby-foots ou des coins repos sont aménagés afin de faciliter la communication et la formation d'un esprit d'équipe entre les employés de manière informelle. Linkbynet, une start-up française, avait même installé un toboggan dans ses locaux. L'idée est qu'en favorisant le bien-être, les employés seront plus heureux et donc plus productifs.
En 2017, le baromètre Paris Workplace publié par la SFL et l'IFOP qui évaluent les conditions de travail des employés de cent entreprises de la French Tech, dont font partie de très nombreuses start-up, montre que ces derniers sont globalement plus satisfaits de leurs conditions de travail que le reste de la population. Ils évaluent leur bien-être à 7,97/10 contre 6,50/10 pour la population générale.

## Contexte de développement en France
L'État français tend à favoriser la création de ses jeunes pousses, notamment dans le domaine du numérique. Ce mouvement se caractérise par une politique économique qui vise à favoriser le développement des start-up depuis le milieu des années 2000. En 2004, le statut fiscal de « jeune entreprise innovante » est créé. Il est destiné à favoriser la recherche et le développement des jeunes entreprises.
Dans les années 2010, l'Union européenne prend conscience de son retard en matière de développement des start-up. Ainsi, en 2012 le Pacte pour la compétitivité, la croissance et l’emploi initié par le Président de la République François Hollande comprend un volet spécifique sur le développement des start-up. En 2015, des modifications juridictionnelles favorables sont adoptées dans la « Loi pour la croissance, l'activité et l'égalité des chances économiques » dite « Loi Macron ». Dans le même temps, Emmanuel Macron, alors ministre de l'Industrie et du numérique, démocratise la notion de « start-up nation ».
Lorsqu'Emmanuel Macron succède à François Hollande en tant que président de la République, il annonce dès son élection son intention de favoriser le développement des start-up. Il revendique d'ailleurs son attachement aux valeurs des start-up et en particulier à l’économie de l' « esprit entrepreneurial » dont il se réclame lors de l'inauguration de la Station F, le plus grand incubateur de start-up français. Le gouvernement d'Emmanuel Macron annonce en septembre 2019 la levée de 5 milliards d'euros d'investissement institutionnel pour les start-up. Sous son impulsion, l'organisation de l'État s'est également inspirée du modèle des start-up.
E. Macron signe une préface dans L’État en mode start-up, dans lequel il plaide pour une transformation rapide de l'action publique en symbiose avec des « partenaires privés » et au service de « l’intérêt général ». Concrètement, sous sa mandature de nombreux services publics (rentrée scolaire, ordonnances médicales, Pass culture) ont été développés après incubation au sein du réseau « béta.gouv.fr ».

## Limites du modèle des start-up
Selon Nikos Smyrnaios, les start-up telles qu'elles ont émergé dans la Silicon Valley sont le type emblématique de l'entreprise post-fordiste, modèle dont elles exagèrent notamment les défauts.
Pour certains chercheurs comme Antoine Gouritin, le modèle des start-up, comme de nombreux objets en rapport avec le numérique, est sous-tendu par une logique « solutionniste » au sens d'Evgeny Morozov. Le solutionnisme technologique correspond à la croyance que grâce aux outils numériques comme les start-up, des solutions simples et techniques peuvent être trouvées à toutes sortes de problèmes. Dans ce sens, ce qui est attendu des start-up n'est pas qu'elles se penchent sur les causes profondes des problèmes, mais qu'elles trouvent des solutions techniques efficaces rapidement.
Le modèle organisationnel des start-up est aussi remis en cause par d'anciens employés. Ainsi, Mathilde Ramadier, une ancienne employée de start-up a ouvert le débat en publiant son livre « Bienvenue dans le nouveau monde. Comment j'ai survécu à la coolitude des start-up » en 2017. Depuis, une prise de conscience s'opère. L'organisation peu hiérarchique des start-up fait que tous les employés portent la même responsabilité quant à leur bon déroulement, elles se fondent « sur l’engagement volontaire et sur l’intériorisation des normes de comportement plutôt que sur les contraintes hiérarchiques formelles ». Les employés encouragés à remplir des objectifs dépassent souvent les limites d'heures supplémentaires, d'autant plus qu'il est difficile de séparer vie professionnelle et personnelle dans ce milieu très connecté : « Ainsi, il est attendu sans discussion du salarié qu’il se « donne sans compter », qu’il soit toujours joignable et disponible, qu’il ne demande pas une rémunération à la hauteur de son engagement professionnel (en temps, en activités), et qu’il place l’intérêt général de la structure avant celui de son intérêt personnel ». Enfin, les contrats de travail des employés de start-up sont souvent précaires puisque l'entreprise elle-même n'est pas complètement stable.
L'économiste Scott A Shane s'est appuyé sur les données sur les start-up publiées dans de nombreux pays pour tirer des conclusions en matière de politique publique. Il montre qu'encourager la création d'entreprises est une mauvaise politique publique parce que nous n'avons aucune preuve que les gens créent trop peu ou les mauvaises entreprises en l'absence d'intervention gouvernementale, et beaucoup de preuves que ces politiques conduisent les gens à créer des entreprises marginales qui sont susceptibles d'échouer, d'avoir un faible impact économique et de générer peu d'emplois.

## Quelques lieux symboliques historiques célèbres
Quelques modestes garages et ateliers de domiciles personnels de célèbres fondateurs de start-up, et campus d'entreprises, en particulier de la Silicon Valley (« vallée du silicium ») en Californie, sont à ce jour[Quand ?] célèbres dans le monde, parfois classés aux monuments historiques, transformés en musée, et reconnus par certains comme véritables symboles du rêve américain/mythe fondateur de quelques importantes entreprises du monde (musée Daimler de Stuttgart, ancien atelier d'Henry Ford, cabane atelier Harley-Davidson, garage Hewlett-Packard, garage Apple, garage Google…

Quelques garages et ateliers historiques mythiques de start-up
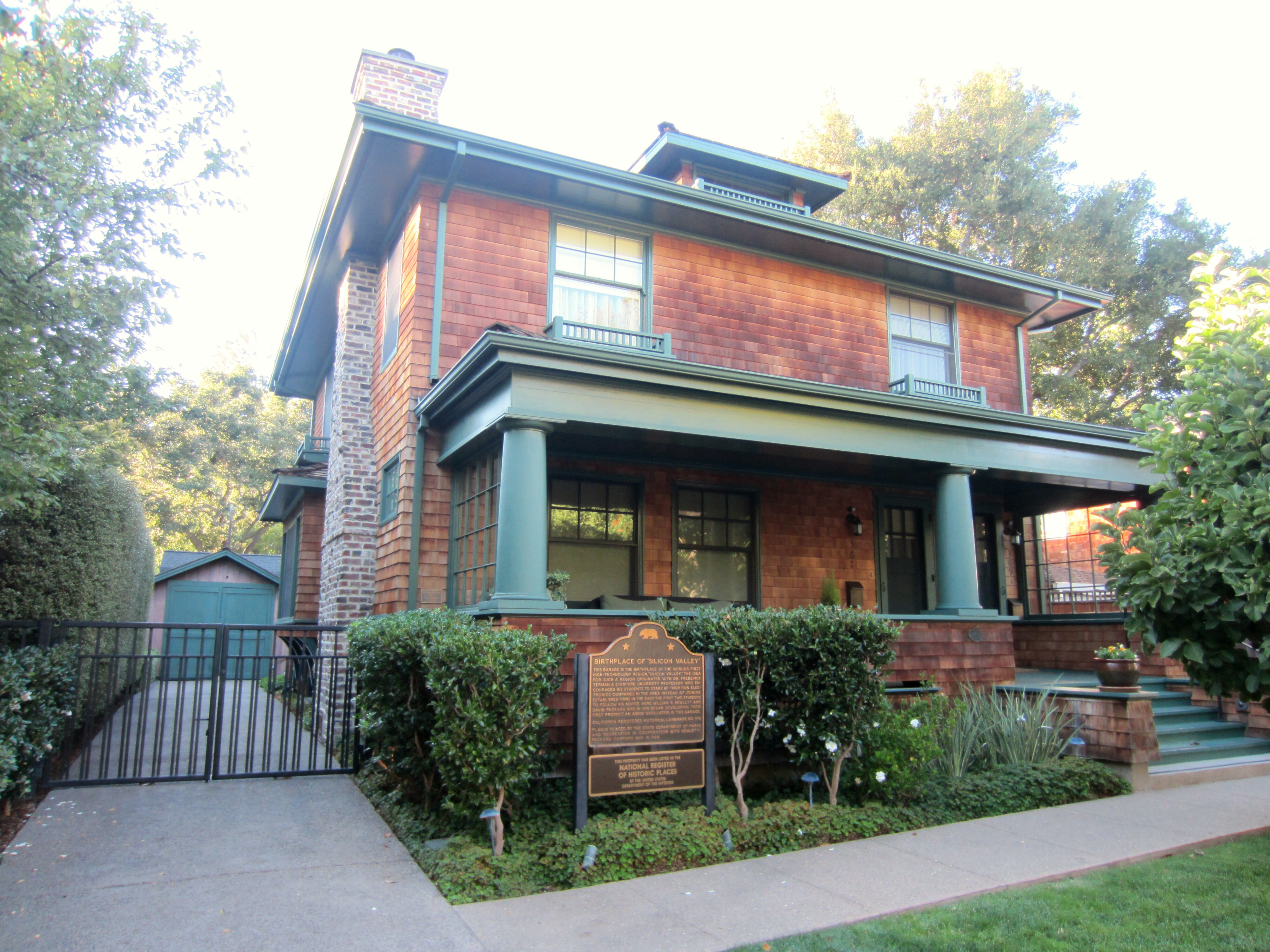
Le Garage Hewlett-Packard de 1939, en Californie.
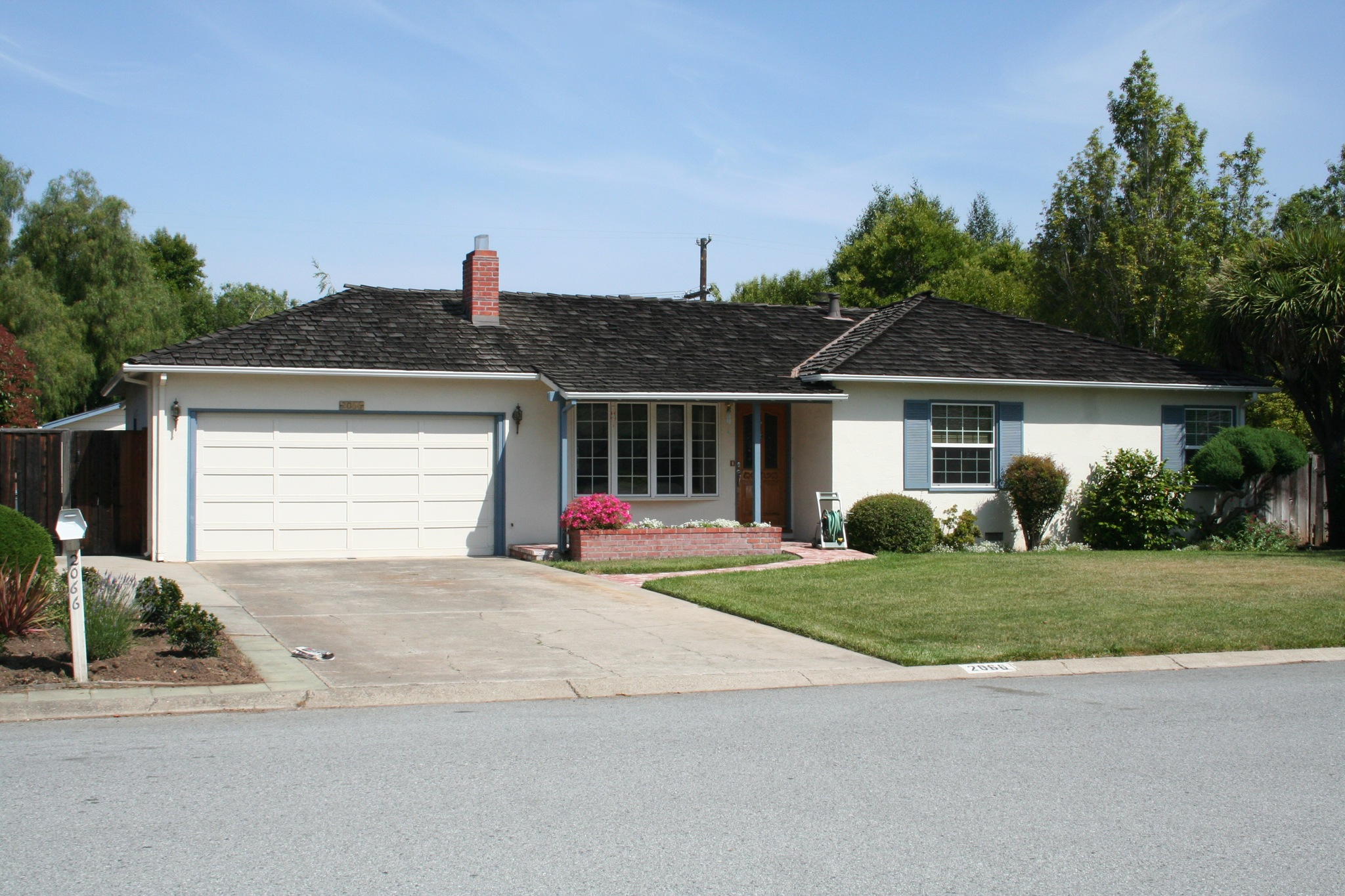
Le Garage Apple de 1976, Californie.
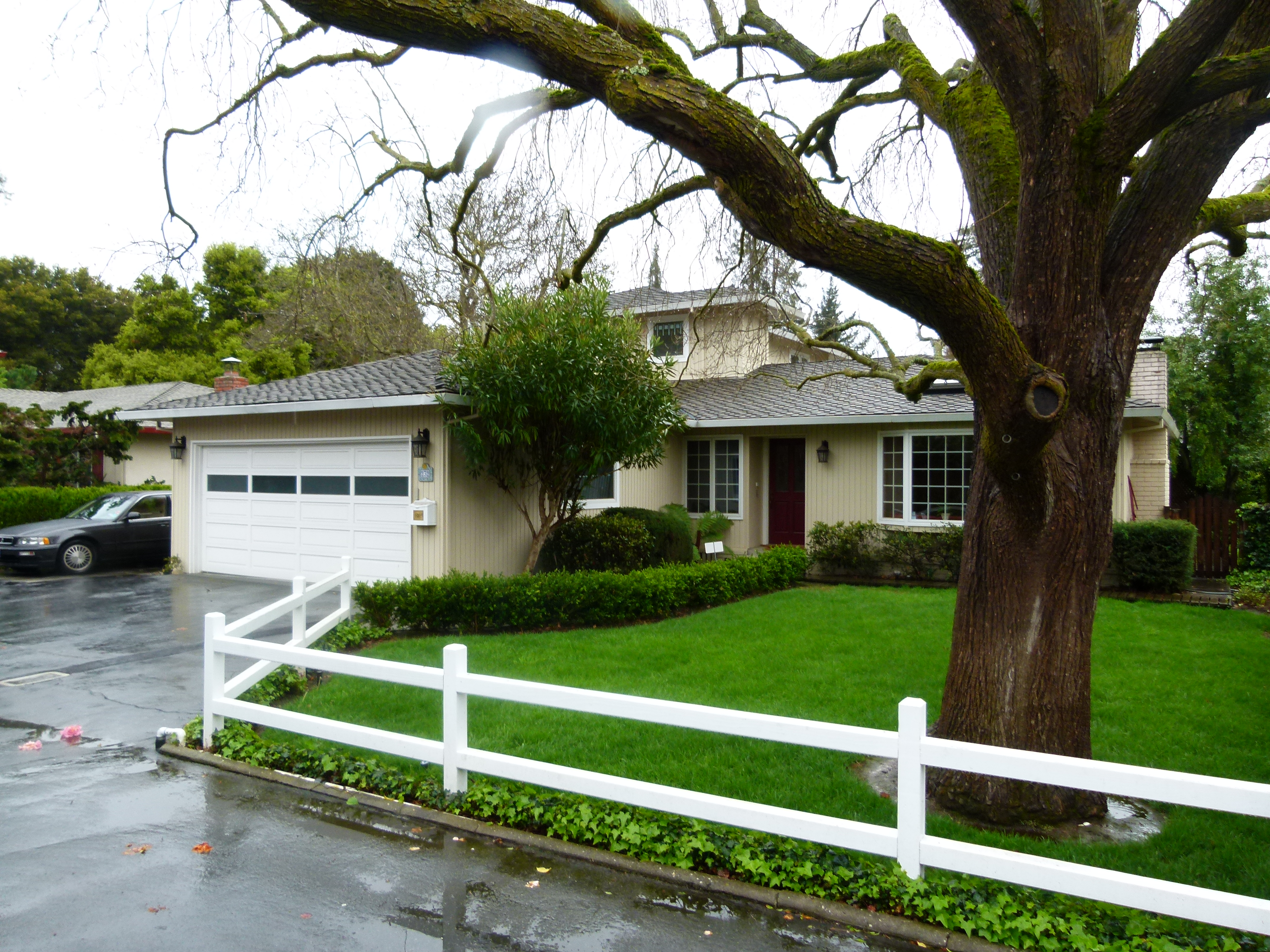
Le Garage Google de 1997, Californie.

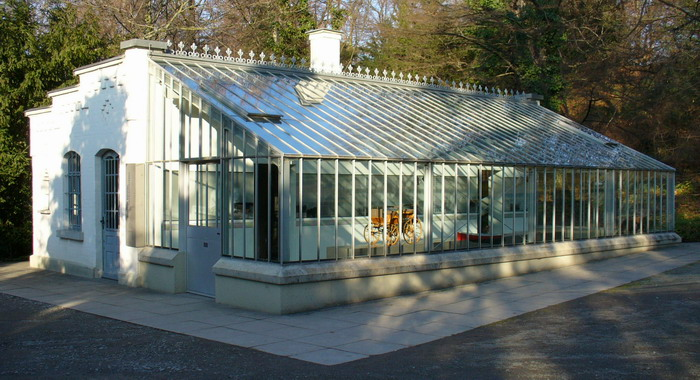
Le Atelier de Gottlieb Daimler, en 1882.
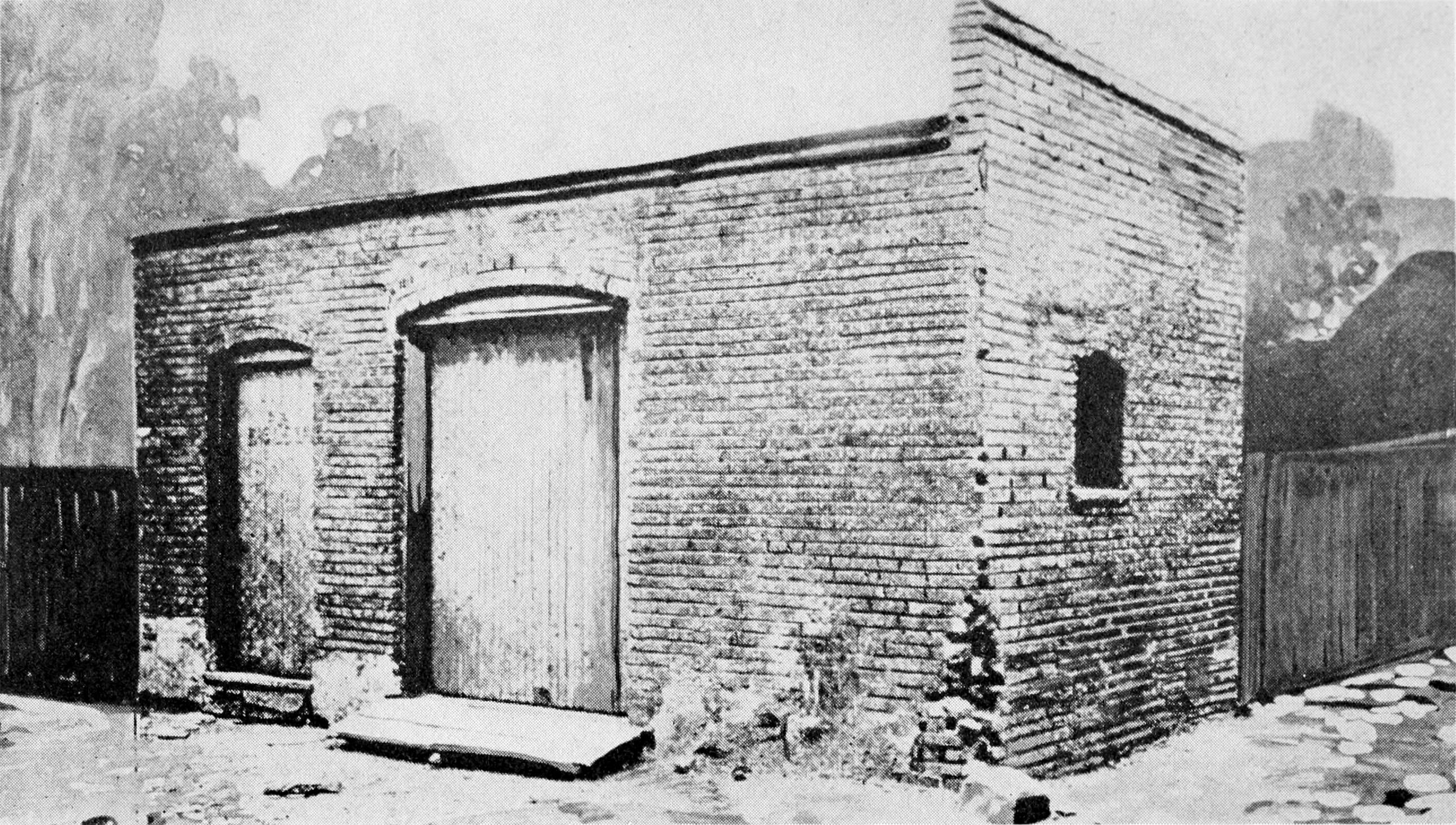
L'Atelier d'Henry Ford, de Détroit (Michigan), de 1889.
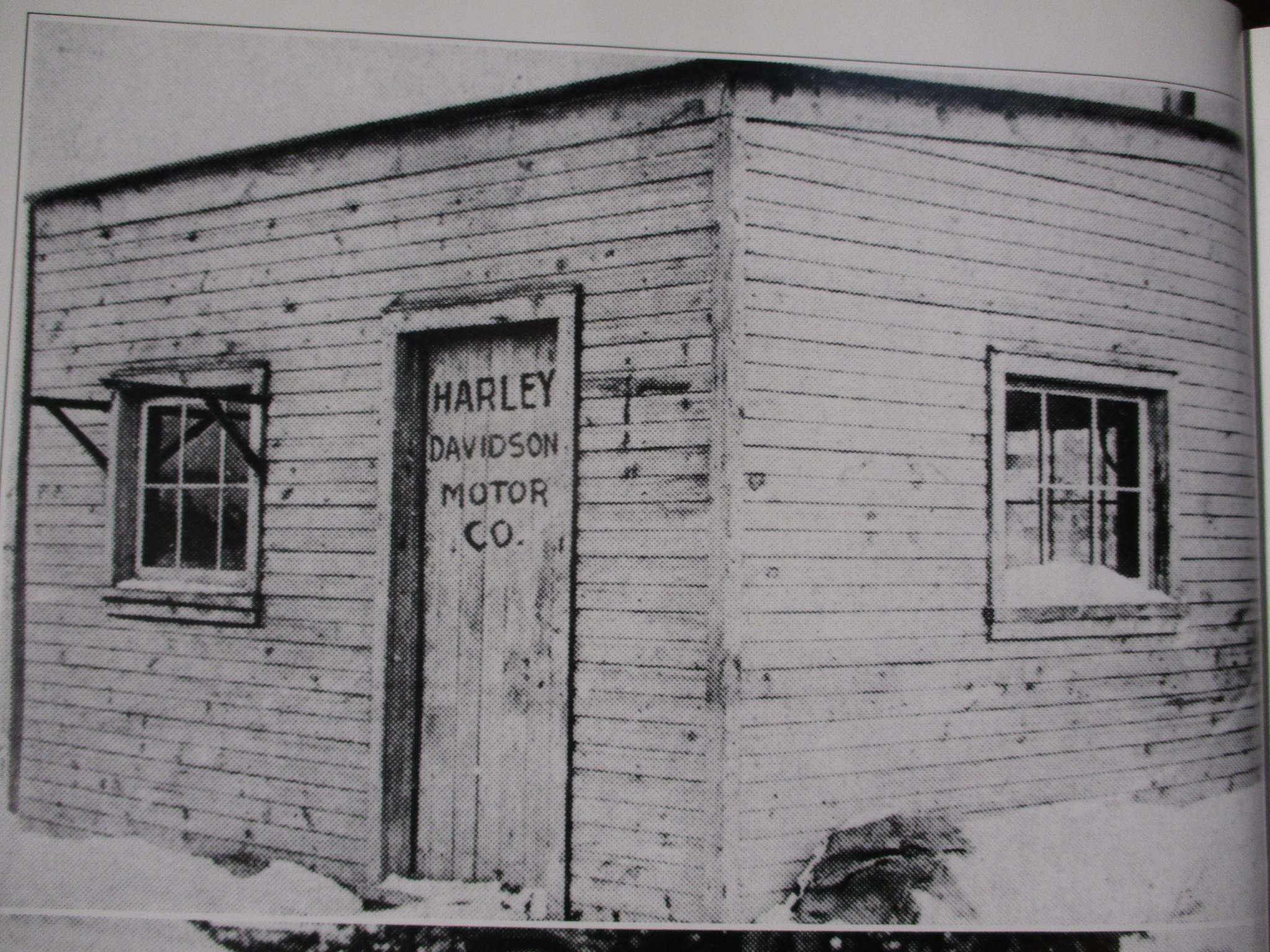
La Cabane atelier Harley-Davidson de Milwaukee de 1903.
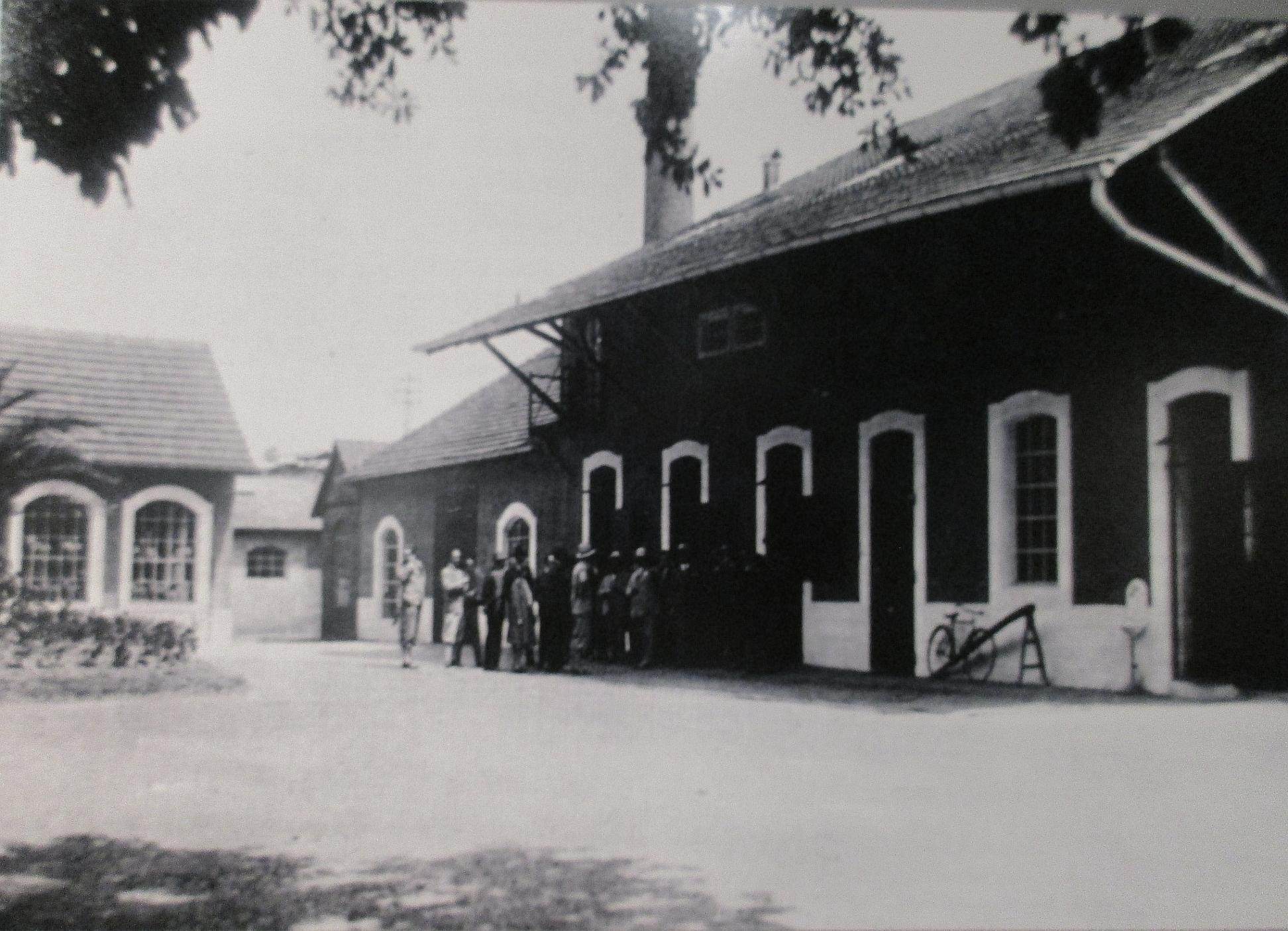
Le Garage, magasin, et écuries Bugatti de Molsheim de 1909.

Quelques campus célèbres de start-ups
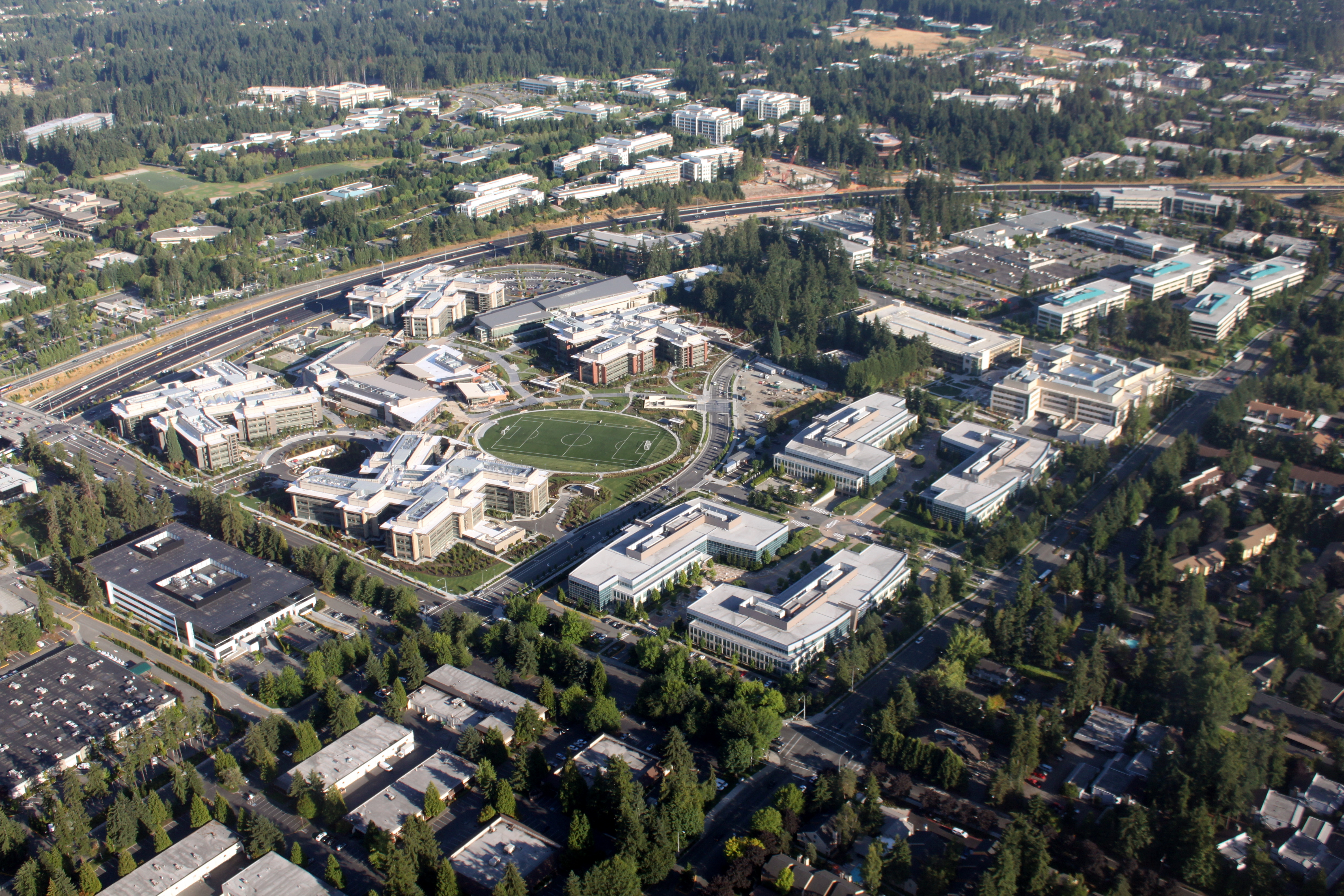
Microsoft Redmond campus de Bill Gates.
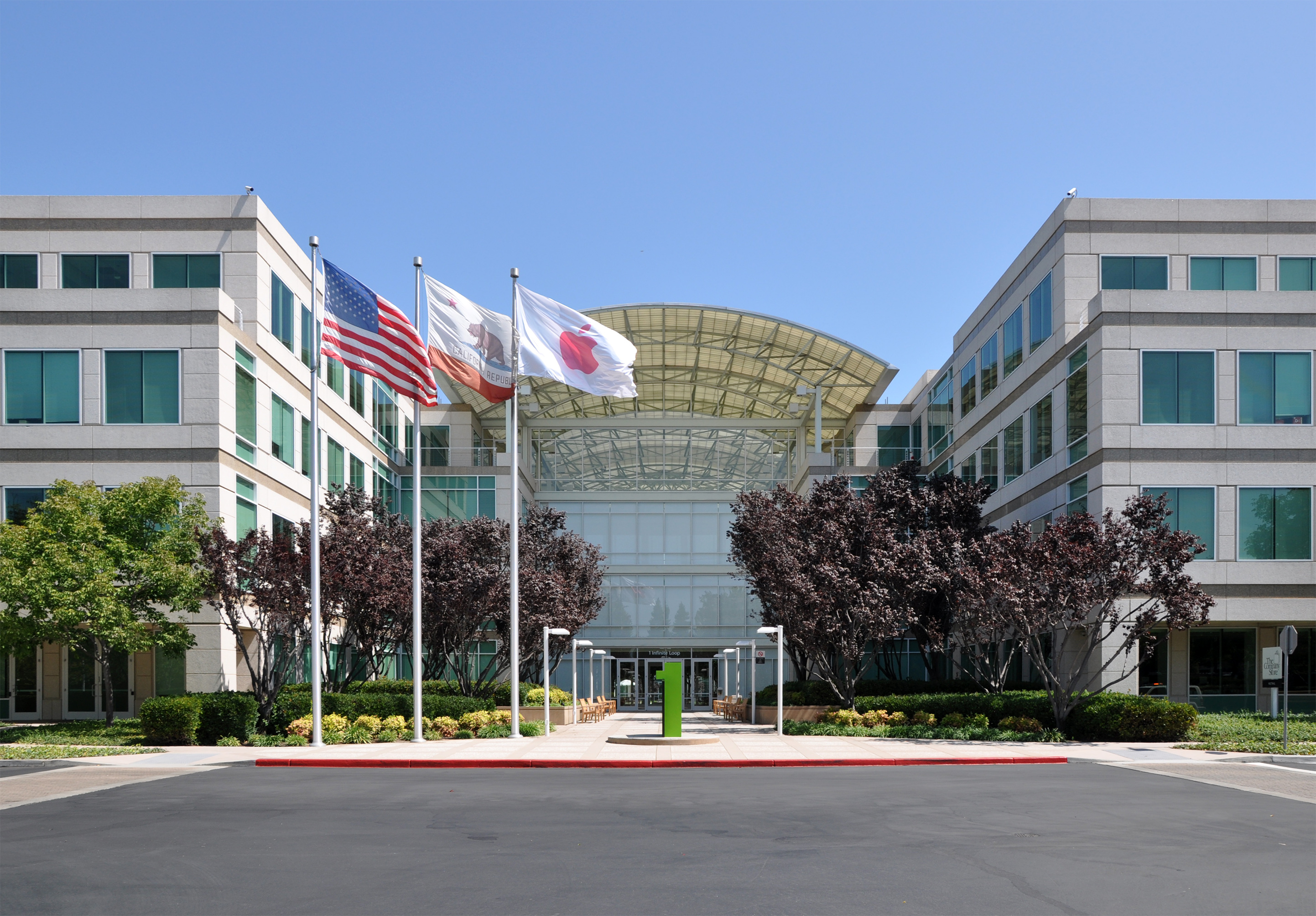
Infinite Loop d'Apple de Steve Jobs.
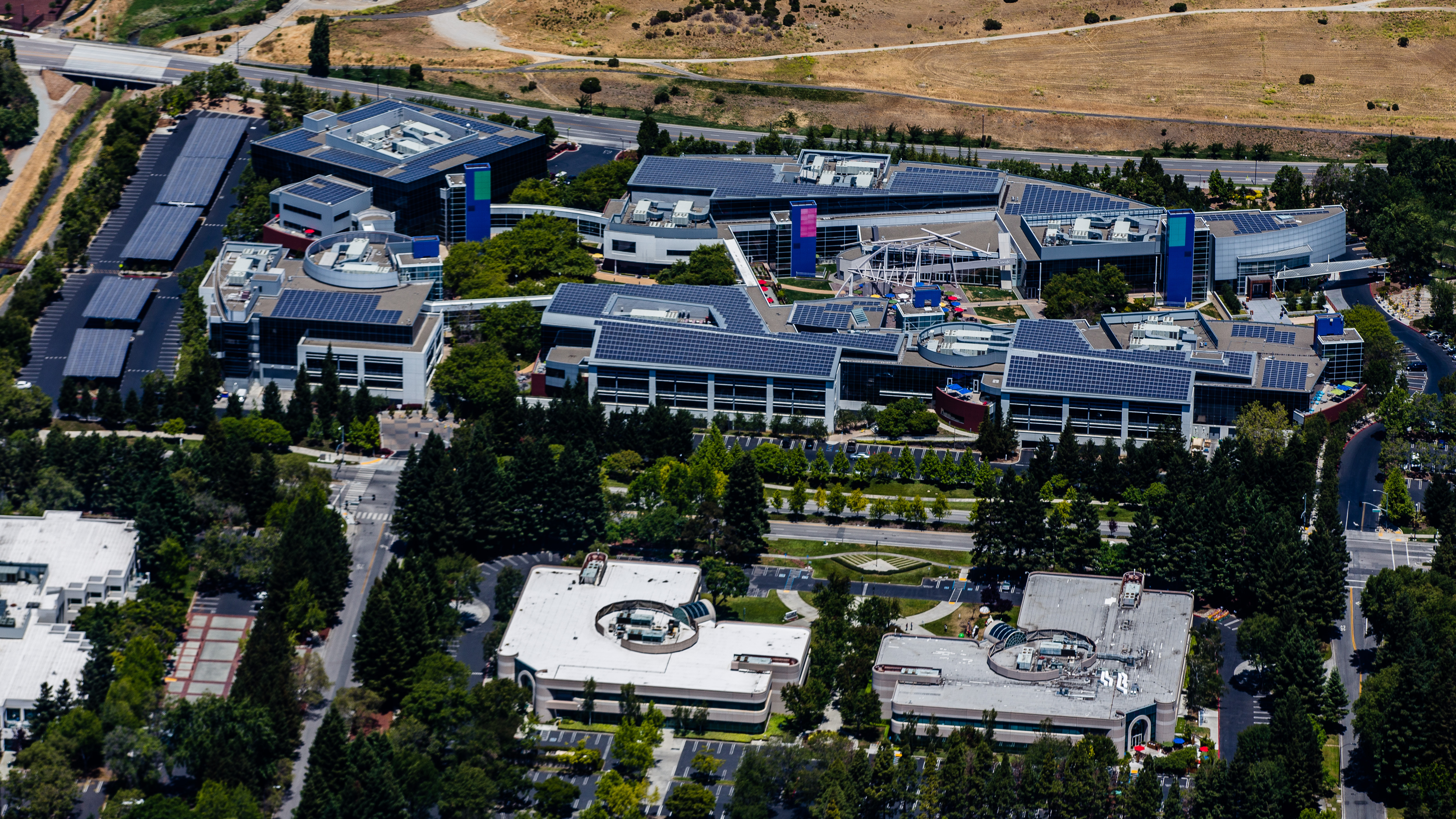
Googleplex de Google de Larry Page et Sergey Brin.
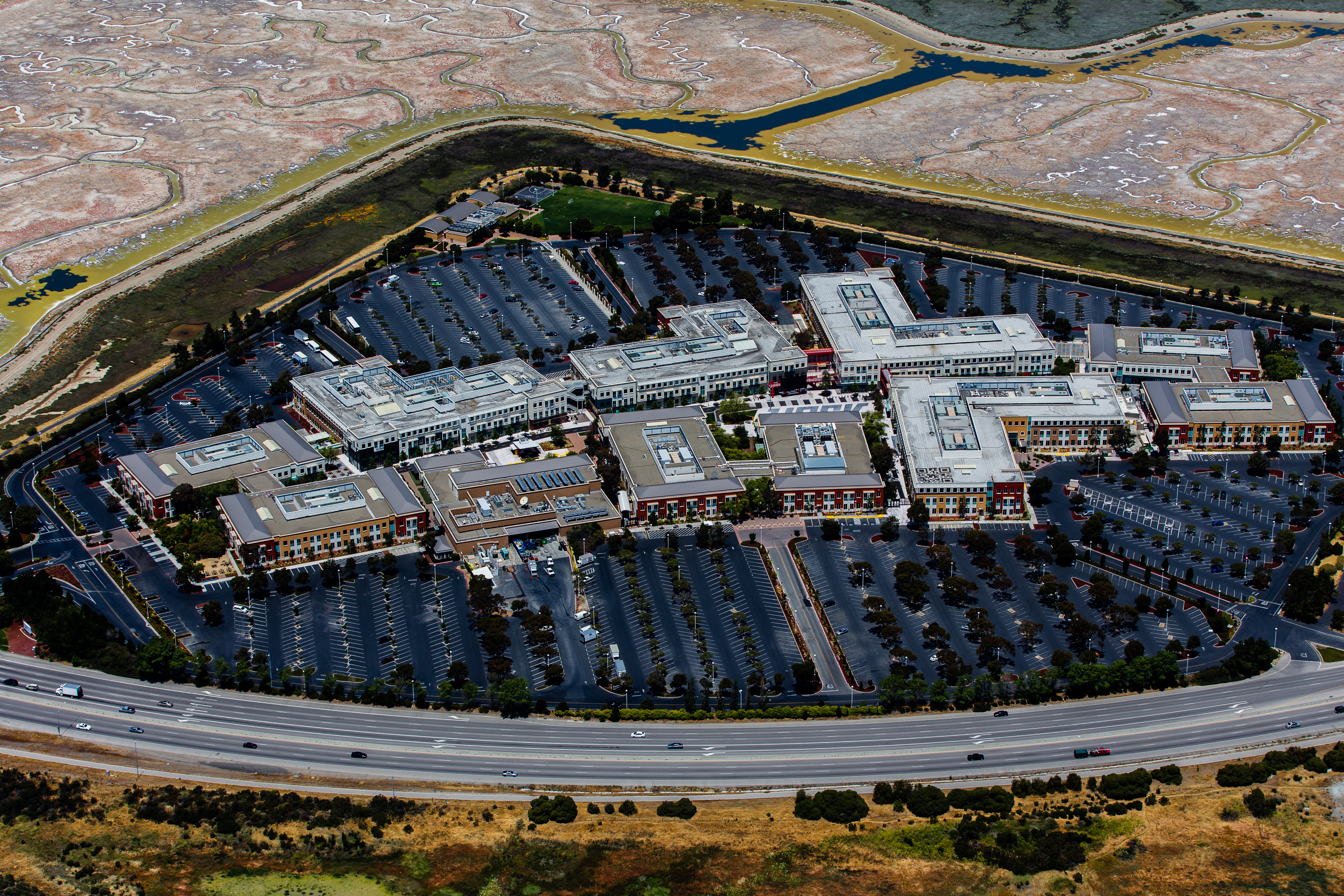
Facebook City de Facebook de Mark Zuckerberg.

## Quelques start-up technologiques
- 1939 : Hewlett-Packard, par William Hewlett et David Packard.
- 1968 : Intel, par Andrew Grove, Gordon Earle Moore, et Robert Noyce.
- 1972 : Atari, par Nolan Bushnell.
- 1975 : Microsoft, par Bill Gates et Paul Allen.
- 1976 : Apple, par Steve Jobs et Steve Wozniak[24].
- 1994 : Yahoo!, par David Filo et Jerry Yang, à l'université Stanford.
- 1995 : eBay, par Pierre Omidyar (chiffre d'affaires 2004 : 3 milliards de dollars américains, 200 millions de membres inscrits).
- 1998 : Google, par Larry Page et Sergey Brin (chiffre d'affaires estimé à 400 milliards de dollars américains à la Bourse de Wall Street en 2014).
- 2004 : Facebook, par Mark Zuckerberg, Eduardo Saverin, Dustin Moskovitz et Chris Hughes.
- 2005 : YouTube, par Steve Chen, Chad Hurley, et Jawed Karim.
- 2006 : Twitter, par Jack Dorsey, Biz Stone, et Evan Williams (chiffre d'affaires : valorisation à 7 milliards de dollars américains pour 2011).
- 2008 : Evernote, par Stepan Pachikov.
- 2015 : Never Eat Alone, par Marie Schneegans